# Если наступит завтра (роман)
«Если наступит завтра» (англ. If Tomorrow Comes) — детективный роман Сидни Шелдона, седьмой по счёту роман писателя.

## Сюжет
Трейси Уитни, молодая банковская служащая узнаёт о самоубийстве своей матери Дорис Уитни. Она выясняет, что некий Джо Романо предложил купить компанию Дорис, разорил её, наделал долгов, а потом отменил покупку. Прокурор возбудил против Дорис дело о мошенничестве и она застрелилась. Трейси приезжает в дом к Романо, пытаясь под дулом пистолета выбить из него признание и обелить честь матери. Романо пытается её изнасиловать, но оказывается ранен случайным выстрелом. Трейси арестовывают. Её обвиняют в том, что она пыталась похитить картину Ренуара из особняка Романо и стреляла в хозяина, застигнувшего её на месте преступления. Молодой амбициозный адвокат Перри Поуп, жаждущий разделаться с Романо, добивается слушания дела у неподкупного судьи Генри Лоуренса. Он уговаривает Трейси признать свою вину, получив при этом условный срок. Однако, получив признание Трейси, судья Лоуренс приговаривает её к 12 годам тюремного заключения. Трейси с ужасом понимает, что всё было подстроено, чтобы уничтожить её, также как и мать. Жених Трейси, родовитый богач Чарльз Стенхоуп, отказывается помогать ей, несмотря на то, что она ждёт от него ребёнка.
Южнолуизианская тюрьма для женщин оказывается настоящим адом. В первую же ночь сокамерницы Трейси пытаются её изнасиловать и, наткнувшись на сопротивление, жестоко избивают её. Трейси отправляют в карцер, она теряет ребёнка. Тем не менее, она собирается с духом, месть тем, кто подставил её и мать, становится её смыслом жизни. Преступный авторитет Эрнестина Литлчеп проникается к ней уважением и берёт её под своё покровительство. Однако к ней проявляет сексуальный интерес другой авторитет — огромная шведка Большая Берта. Начальник тюрьмы Бренниган берёт Трейси на работу няней к своей дочери Эмми. Трейси узнаёт, что Романо, Поуп и Лоуренс работают на семью Энтони Орзатти, которая управляет всем Новым Орлеаном. Трейси решает бежать, её решимость подстёгивает весть о том, что после скорого освобождения Литлчеп её переведут в камеру к Большой Берте. Она находит прореху в системе безопасности тюрьмы. Однако в день побега Эмми падает в озеро и Трейси, совершенно не умея плавать, бросается ей на помощь. Губернатор штата, находившийся в гостях у Бреннигана, решает помиловать Трейси.
Оказавшись на свободе, Трейси при помощи Литлчеп подставляет перед Орзатти Романо ("собравшегося бежать в Бразилию") и Поупа ("устроившего наблюдательный пункт" во время карточной игры с крупными ставками с Орзатти). Узнав, что судья Лоуренс поехал на конгресс в Москву, она отправляет ему ряд писем. КГБ, расшифровав письма, арестовывает Лоуренса и обвиняет его в шпионаже. После пыток несознавшегося Лоуренса приговаривают к 15 годам сибирских лагерей. После потери Романо, Поупа и Лоуренса империя Орзатти разваливается, семьи из Нью-Джерси захватывают контроль над городом. Трейси отказывается от мести своему бывшему жениху Чарльзу, узнав, что он ведёт донельзя скучную жизнь со своей женой.
Трейси пытается устроиться на работу, однако никто не хочет связываться с бывшей заключённой. Наконец по тюремной наводке она обращается к адвокату Конраду Моргану. Он посылает её украсть драгоценности из особняка кинозвезды Лойс Беллами. Оказывается, что пустой особняк подключён к сигнализации. Однако Трейси удаётся обмануть не только подъехавших полицейских, но и двоих мошенников, которых Морган отправил, чтобы отнять у неё драгоценности. Выбив из Моргана двойное вознаграждение, Трейси отправляется путешествовать по Европе. В ходе поездки она встречается с одним из двоих мошенников Джефом Стивенсом и проворачивает с ним аферу. Деятельность Трейси привлекает внимание богача Гюнтера Хартога, который берёт её к себе на работу. По наводкам Хартога Трейси проворачивает ряд крупных афер и краж. В ходе последней кражи она сильно простывает, Стивенс спасает и укрывает её от розысков полиции в сельской глубинке. Трейси и Джеф решают пожениться и оставить преступную деятельность, но напоследок они крадут бриллиант Лукулла, несмотря на неусыпное наблюдение полиции и гения сыска, страхового агента Дэниэла Купера, одержимого преследованием Трейси. Героиня отправляется домой, её сосед в самолёте представляется ей как Максимиллиан Пьерпонт, которого они планировали ограбить несколько раз, но всё не складывалось (богач, специализирующийся на разорении небольших компаний, подобных фирме Дорис Уитни, и постоянно возящий с собой коллекцию бесценных яиц Фаберже).           

## Российское издание
В России роман был впервые выпущен в 1992 году в издательстве «Новости» в переводе Евгения Добровольского и Наталии Гладышевой.

## Экранизации
- В 1986 году вышел одноимённый мини-сериал[1]. Главные роли сыграли голливудские актёры Том Беренджер, Мэдолин Смит-Осборн и Лиам Нисон.
- Российский сериал «Завтра будет завтра» 2002 года частично основан на романе Шелдона.